# Vaccinium koreanum
Vaccinium koreanum là một loài thực vật có hoa trong họ Thạch nam. Loài này được Nakai miêu tả khoa học đầu tiên năm 1922.

## Hình ảnh

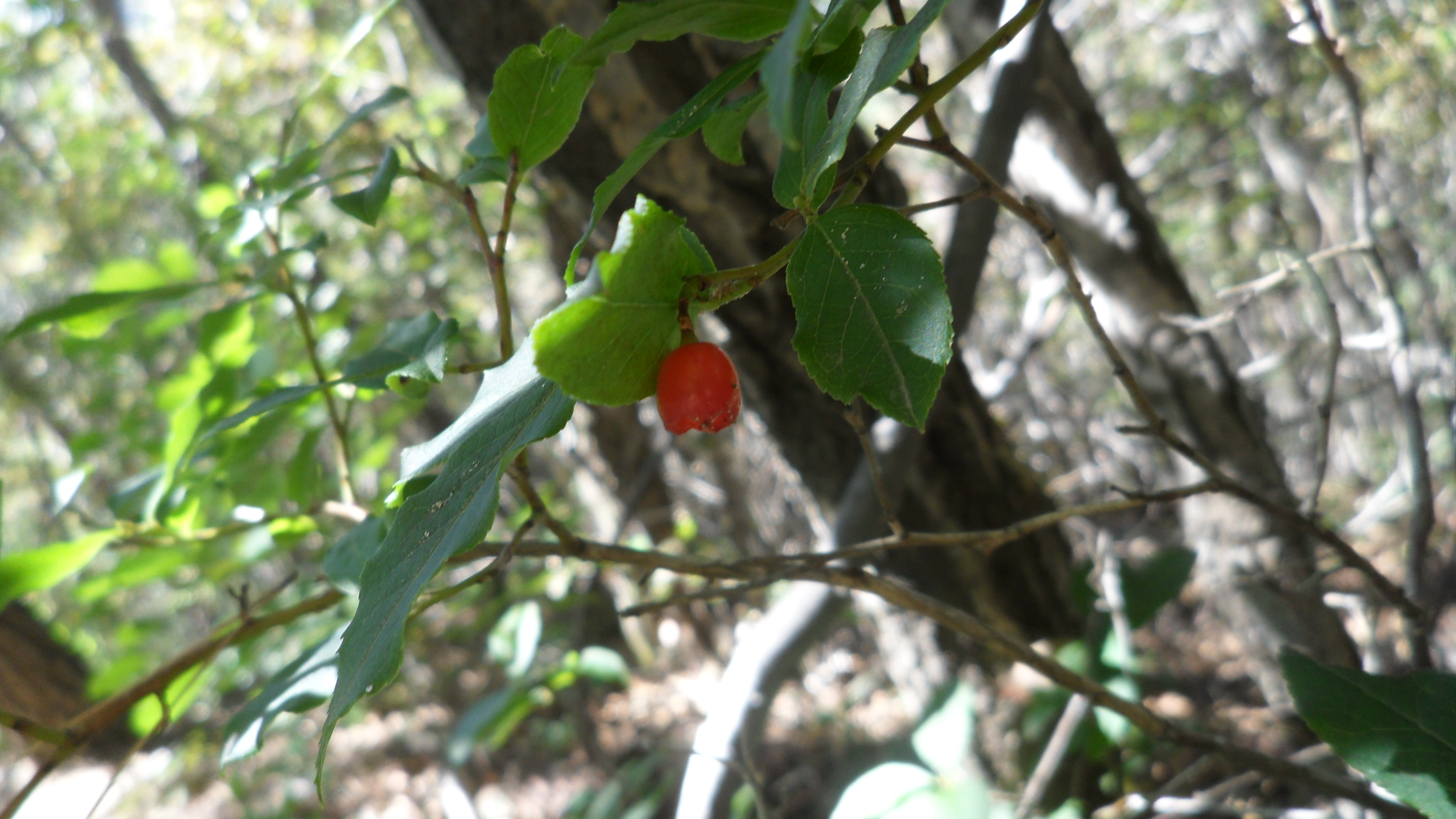
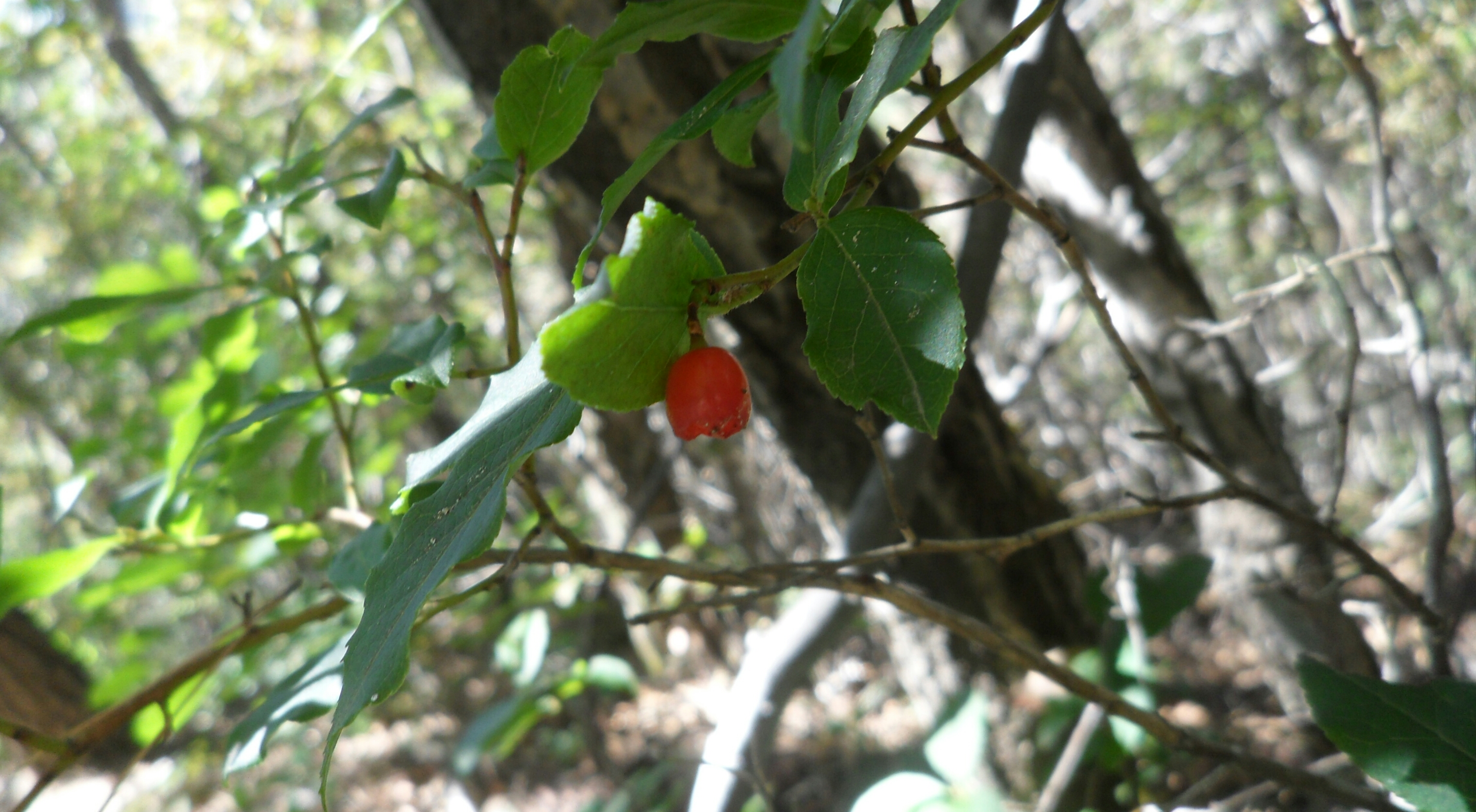